# Toliprolol
Toliprolol je agonist beta adrenergičkog receptora.